# Actinotrophon actinophorus
Actinotrophon actinophorus  is een slakkensoort uit de familie van de Muricidae. De wetenschappelijke naam van de soort is voor het eerst geldig gepubliceerd in 1889 door Dall als Boreotrophon actinophorus.